# Кентарлау
Кентарлау (каз. Қеңтарлау, до 1993 г. — Николаевка) — аул в Жарминском районе Абайской области Казахстана. Входит в состав Каратобинского сельского округа. Код КАТО — 634479300.

## Население
В 1999 году население аула составляло 580 человек (289 мужчин и 291 женщина). По данным переписи 2009 года, в ауле проживал 381 человек (192 мужчины и 189 женщин).